# ولاية قهرمان مرعش
محافظة مرعش أو قهرمان مرعش (مرعش القاهرة) هي إحدى محافظات تركيا. عاصمتها مدينة قهرمان مرعش تبلغ مساحتها 14,213 كم2 ويبلغ عدد سكانها 1,002,384 نسمة كما يبلغ معدل الكثافة السكانية 70/كم2.

## أعلام
- نوري باكديل
- داماد خليل باشا
- سودة بايزيد قاتشار